# Aprostocetus affinis
Aprostocetus affinis är en stekelart som först beskrevs av Alan Parkhurst Dodd och Girault 1915.  Aprostocetus affinis ingår i släktet Aprostocetus och familjen finglanssteklar. Inga underarter finns listade i Catalogue of Life.